# Ryoichi Kawakatsu
Ryoichi Kawakatsu (川勝 良一 Kawakatsu Ryōichi?,  nacido el 5 de abril de 1958 en Kioto, Kioto) es un exfutbolista y actual entrenador japonés que se desempeñaba como centrocampista.
Kawakatsu jugó 13 veces para la Selección de fútbol de Japón entre 1981 y 1982.

## Trayectoria

### Clubes
| Club        | País  | Año         |
| ----------- | ----- | ----------- |
| Toshiba     | Japón | 1981 - 1982 |
| Yomiuri     | Japón | 1983 - 1989 |
| Kyoto Shiko | Japón | 1989 - 1990 |
| Tokyo Gas   | Japón | 1990 - 1991 |

### Selección nacional
| Selección | País  | Año         |
| --------- | ----- | ----------- |
| Absoluta  | Japón | 1981 - 1982 |

## Estadística de equipo nacional
| Selección de Japón | Selección de Japón | Selección de Japón |
| Año                | Part.              | Goles              |
| ------------------ | ------------------ | ------------------ |
| 1981               | 10                 | 0                  |
| 1982               | 3                  | 0                  |
| Total              | 13                 | 0                  |

## Palmarés

### Títulos nacionales
| Título                   | Club    | País  | Año       |
| ------------------------ | ------- | ----- | --------- |
| Copa Japan Soccer League | Toshiba | Japón | 1981      |
| Japan Soccer League      | Yomiuri | Japón | 1983      |
| Japan Soccer League      | Yomiuri | Japón | 1984      |
| Copa del Emperador       | Yomiuri | Japón | 1984      |
| Copa Japan Soccer League | Yomiuri | Japón | 1985      |
| Copa del Emperador       | Yomiuri | Japón | 1986      |
| Japan Soccer League      | Yomiuri | Japón | 1986-1987 |
| Copa del Emperador       | Yomiuri | Japón | 1987      |